# Coryphopterus gracilis
Coryphopterus gracilis är en fiskart som beskrevs av Randall 2001. Coryphopterus gracilis ingår i släktet Coryphopterus och familjen smörbultsfiskar. Inga underarter finns listade i Catalogue of Life.